# حرمت رفیق
حرمت رفیق فیلمی به کارگردانی عباس کسایی و نویسندگی میلاد محصول سال ۱۳۵۶ است.

## خلاصه داستان
آسیدکاظم، معتمد محل، دلباختهٔ زینت، خواهر همسرش هاجر، است ،ولی زینت عاشق پسر دوست سیدکاظم می‌شود و به شیراز می‌رود ‌داستان شروع می‌شود

## بازیگران
- سپیده
- حسین گیل
- منوچهر والی زاده
- یداله شیراندامی
- جلال پیشواییان
- حسین عرفانی